# Frederick Joseph Ernst
Frederick Joseph Ernst mlajši, ameriški fizik in kozmolog, * 20. november 1933, New York, ZDA.

## Življenje in delo
Ernst je po končanem dodiplomskem študiju na Oddelku za fiziko Univerze Princeton doktoriral iz fizike na Univerzi Wisconsina v Madisonu, kjer je doktoriral pod Sachsovim mentorstvom z disertacijo Valovno-funkcionalni opis osnovnih delcev z uporabo pri jedrski strukturi (The Wave Functional Description of Elementary Particles with Application to Nucleon Structure). Med letoma 1964 in 1987 je bil najprej leta 1964 asistent, leta 1969 docent in od leta 1980 redni profesor fizike na Tehnološkem inštitutu Illinoisa (IIT). Nato je med letoma 1987 in 1992 kot profesor predaval parcialne diferencialne enačbe in teorijo relativnosti na Oddelku za matematiko in računalništvo Univerze Clarkson v Potsdamu, New York.
Splošnorelativistično je leta 1968 rešil Einsteinove enačbe polja v kvantni teoriji polja z nelinearno parcialno diferencialno enačbo – Ernstovo enačbo za kompleksno potencialno funkcijo {\displaystyle \varepsilon =\varepsilon (\rho ,z)\!\,}:
{\displaystyle (\Re \varepsilon )\nabla ^{2}\varepsilon =\nabla \varepsilon \cdot \nabla \varepsilon \!\,.}
Istega leta 1968 je podal elektrovakuumsko posplošitev:
{\displaystyle (\Re \varepsilon +|\phi |^{2})\nabla ^{2}\varepsilon =(\nabla \varepsilon +2\phi *\nabla \phi )\cdot \nabla \varepsilon \!\,,}
{\displaystyle (\Re \varepsilon +|\phi |^{2})\nabla ^{2}\phi =(\nabla \epsilon +2\phi *\nabla \phi )\cdot \nabla \phi \!\,.}
Raziskave, ki jih je v obdobju 30-ih let opravili skupaj z Isidoreom Hauserjem, o analizi osnosimetričnih stacionarnih vakuumskih rešitvah Einsteinovih enačb polja, je zaključil s Hauser-Ernstovim izrekom o osi leta 1980. Dokaz je načrtoval Robert Paul Geroch. Geroch je domneval, da bi bile vse te osnosimetrične rešitve lahko člani ene grupe in da bi se jih lahko krajevno transformiralo v drugo. Ernst in Hauser sta leta 1981 objavila dokaz Gerochove domneve s povezavo transformacije takšnih rešitev v homogeni Hilbertov problem. Ernst si prizadeva za razvrstitev splošnih rešitev Einsteinovih enačb polja in po njegovih besedah to zahteva globalni pristop.

## Izbrana dela

### Znanstveni članki
- Ernst, Frederick Joseph (1974), »Complex Potential Formulation Of Axially-Symmetric Gravitational Field Problem«, Journal of Mathematical Physics, 15 (9): 1409, doi:10.1063/1.1666823, ISSN 0022-2488
- Ernst, Frederick Joseph (1976), »Black-Holes In A Magnetic Universe«, Journal of Mathematical Physics, 17 (1): 54, doi:10.1063/1.522781, ISSN 0022-2488
- Ernst, Frederick Joseph (1976), »Removal Of Nodal Singularity Of the C-Metric«, Journal of Mathematical Physics, 17 (4): 515, doi:10.1063/1.522935, ISSN 0022-2488
- Hauser, Isidore; Ernst, Frederick Joseph (1979), »Integral Equation Method For Effecting Kinnersley-Chitre Transformations«, Physical Review D, 20 (2): 362, doi:10.1103/PhysRevD.20.362, ISSN 1550-7998
- Hauser, Isidore; Ernst, Frederick Joseph (1980), »A Homogeneous Hilbert Problem For The Kinnersley-Chitre Transformations«, Journal of Mathematical Physics, 21: 1126, ISSN 0022-2488
- Li, Wei; Hauser, Isidore; Ernst, Frederick Joseph (1991), »Nonimpulsive colliding gravitational waves with noncollinear polarizations«, Journal of Mathematical Physics, 32 (9): 2478–2482, doi:10.1063/1.529177, ISSN 0022-2488
- Hauser, Isidore; Ernst, Frederick Joseph (2001), »Proof of a generalized Geroch conjecture for the hyperbolic Ernst equation«, General Relativity and Gravitation, 33 (2): 195–293, doi:10.1023/A:1002701301339, ISSN 0001-7701
- Ernst, Frederick Joseph; Manko, Vladimir S.; Ruiz, Eduardo (Junij 2010), »On interrelations between Sibgatullin's and Alekseev's approaches to the construction of exact solutions of the Einstein-Maxwell equations«, Journal of Physics: Conference Series, 229 (012050), arXiv:1006.5118, doi:10.1088/1742-6596/229/1/012050